# CD Tapatío
Club Deportivo Tapatío – meksykański klub piłkarski z siedzibą w mieście Guadalajara, stolicy stanu Jalisco. Występuje w rozgrywkach Liga de Expansión MX. Domowe mecze rozgrywa na obiekcie Estadio Akron. Jest klubem filialnym Chivas de Guadalajara.

## Historia
Klub powstał w 1973 roku, kiedy to zarząd zespołu Chivas de Guadalajara założył go na licencji trzecioligowej. Swoje pierwsze spotkanie rozegrał 5 sierpnia 1973 na boisku Cancha Colomos, kiedy to w obecności dwóch tysięcy widzów pokonał wynikiem 3:0 drużynę Club Uruapán, po dwóch bramkach Eduardo Villanuevy i jednej Juana José Jasso. Jako drużyna profesjonalna rozpoczęła jednak swoją działalność dopiero po kilku miesiącach, z inicjatywy prezydenta Chivas, Enrique Ladróna de Guevary. Założenie drużyny 2 listopada 1973 oficjalnie zatwierdził Jaime Ruiz Llaguno, natomiast pierwszym prezesem został Carlos González Lozano. Innymi założycielami Tapatío byli Gabriel Orozco González, Dionisio Gómez Rodríguez, Héctor Arias Murueta, Agustín Levy Alarcón, Francisco Javier González Lozano, Salvador Flores Martell oraz Fernando Palafox. Przez cały okres swojego istnienia klub pełnił rolę filii jednego z najpopularniejszych zespołów w Meksyku, pierwszoligowego Chivas de Guadalajara, a jego zawodnikami pozostawali głównie piłkarze niemieszczący się w seniorskim składzie lub gracze z akademii Chivas, którzy ukończyli właśnie wiek juniorski. Swoje mecze rozgrywał głównie na kameralnym Estadio Anacleto Macías, lecz podczas ważniejszych spotkań ekipa występowała na Estadio Jalisco.
Zaraz po założeniu zespół przystąpił do rozgrywek trzeciej ligi meksykańskiej, Tercera División. Spędził w niej kolejne dwa lata, po czym w sezonie 1974/1975 awansował do drugiej ligi. Sześć lat później, podczas rozgrywek 1980/1981, był bardzo bliski awansu do najwyższej klasy rozgrywkowej, docierając aż do finału decydującego dwumeczu fazy play-off, jednak przegrał w nim ostatecznie z Morelią łącznym wynikiem 1:2 (1:1, 0:1). Po upływie dwóch lat, w rozgrywkach 1982/1983, klub spadł do trzeciej ligi meksykańskiej, powracając do niej po trzech sezonach. Drugi spadek na trzeci poziom rozgrywek zanotował za to w sezonie 1988/1989 i występował tam przez kolejne trzynaście lat. Do drugiej ligi powrócił przed fazą Invierno 2002 wskutek zakupu licencji drużyny Gallos de Aguascalientes, pełniącej filię pierwszoligowego Club Necaxa, który właśnie przeniósł się ze stołecznego miasta Meksyk do Aguascalientes. W sezonie Verano 2003 ekipa ponownie dotarła do dwumeczu finałowego drugiej ligi, tym razem przegrywając w nim z Leónem. Przed sezonem 2004/2005, wskutek słabej postawy sportowej Tapatío, zarząd Chivas de Guadalajara zdecydował się przenieść jego siedzibę do miasta La Piedad i zmienić nazwę na Chivas La Piedad. W rozgrywkach 2005/2006 drużyna występowała za to w mieście Tepic pod nazwą Chivas Coras Tepic. Do nazwy Tapatío i miasta Guadalajara klub powrócił przed sezonem 2006/2007. Został rozwiązany w dniu 22 maja 2009, kiedy to sprzedał licencję innej drużynie z tego samego miasta, Universidadowi de Guadalajara, wskutek zmiany formatu drugiej ligi przez Meksykański Związek Piłki Nożnej, polegającej między innymi na zmniejszeniu liczby zespołów występującej w niej.
W zespole Tapatío występowało wielu przyszłych reprezentantów Meksyku, którzy terminowali w tym klubie, zanim zostali wcieleni do pierwszego składu Chivas de Guadalajara, między innymi: Demetrio Madero, Javier Ledesma, Celestino Morales, Luis Antonio Valdéz, Luis Michel, Jonny Magallón, Francisco Rodríguez, Carlos Salcido, Alberto Medina, Luis Alonso Sandoval, Alfredo Talavera, Javier Hernández, Carlos Vela, Omar Esparza, Marco Fabián czy Miguel Ponce.
W czerwcu 2020 zdecydowano się na reaktywację klubu. Wskutek reorganizacji drugiej i trzeciej ligi, Tapatío zostało dopuszczone do rozgrywek drugiej ligi jako filia Chivas de Guadalajara, wtedy też oficjalnie reaktywowano klub.

## Aktualny skład
Stan na 15 kwietnia 2025.
| Nr | Poz. | Piłkarz           |
| -- | ---- | ----------------- |
| 42 | OB   | Diego Delgadillo  |
| 44 | PO   | Saúl Zamora       |
| 46 | NA   | Luis Egurrola     |
| 47 | NA   | Gael García       |
| 48 | NA   | Leonardo Jiménez  |
| 49 | NA   | Brandón Rodríguez |
| 50 | OB   | Mateo Chávez      |
| 51 | BR   | Eduardo García    |
| 52 | NA   | Sergio Álvarez    |
| 53 | OB   | Uziel García      |
| 54 | OB   | Miguel Gómez      |
| 55 | NA   | Teun Wilke        |
| 56 | NA   | Benjamín Sánchez  |

| Nr | Poz. | Piłkarz          |
| -- | ---- | ---------------- |
| 57 | PO   | Dylan Guajardo   |
| 58 | NA   | Hugo Camberos    |
| 59 | OB   | Christian Torres |
| 60 | PO   | Luis Ledesma     |
| 62 | PO   | Brandon Téllez   |
| 63 | OB   | Matías Cendejas  |
| 64 | OB   | Daniel Flores    |
| 65 | OB   | Luis Rey         |
| 69 | PO   | Daniel Villaseca |
| 71 | BR   | Erick Montiel    |
| 74 | NA   | Mario Anaya      |
| 75 | PO   | Isaac Martínez   |